# Vuelta a Murcia 2016
La 36.ª edición de la Vuelta a Murcia (oficialmente: Vuelta Ciclista a Murcia) se disputó el sábado 13 de febrero de 2016 sobre un recorrido de 199,3 km por la región de Murcia con inicio en San Javier (Murcia) y final en la ciudad de Murcia.
La prueba perteneció al UCI Europe Tour 2016 de los Circuitos Continentales UCI, dentro de la categoría 1.1.
El ganador final fue Philippe Gilbert que se impuso en el sprint del sexteto cabecero a Alejandro Valverde (quien se hizo con la clasificación de los murcianos) e Ilnur Zakarin, respectivamente.
En las otras clasificaciones secundarias se impusieron Ion Izagirre (montaña) y Rubén Fernández (metas volantes) y BMC Racing (equipos).

## Equipos participantes
Participaron 19 equipos. El único equipo español de categoría UCI ProTeam; el único de categoría Profesional Continental; los 2 de categoría Continental; y la Selección de España. En cuanto a la representación extranjera, estuvieron 16 equipos: 3 ProTeam, 9 Profesionales Continentales y 2 Continentales. Formando así un pelotón de 133 ciclistas, con 7 corredores cada equipo, de los que acabaron 102. Los equipos participantes fueron:
| Equipo                           | Cód. UCI | Categoría               |
| -------------------------------- | -------- | ----------------------- |
| Astana Pro Team                  | AST      | UCI ProTeam             |
| Movistar Team                    | MOV      | UCI ProTeam             |
| BMC Racing Team                  | EQS      | UCI ProTeam             |
| Team Katusha                     | KAT      | UCI ProTeam             |
| Direct Energie Team              | DEN      | Profesional Continental |
| Cofidis, Solutions Crédits       | COF      | Profesional Continental |
| CCC Sprandi Polkowice            | CCC      | Profesional Continental |
| Bora-Argon 18                    | BOA      | Profesional Continental |
| Caja Rural-Seguros RGA           | CJR      | Profesional Continental |
| Topsport Vlaanderen-Baloise      | TSV      | Profesional Continental |
| Gazprom-RusVelo                  | GAZ      | Profesional Continental |
| Funvic Soul Cycles-Carrefour     | FSC      | Profesional Continental |
| Matrix-Powertag                  | MTR      | Continental             |
| Euskadi Basque Country-Murias    | EUS      | Continental             |
| Selección de España              |          | Selección nacional      |
| Burgos-BH                        | BUR      | Continental             |
| Verva ActiveJet Pro Cycling Team | VAT      | Profesional Continental |
| Louletano-Hospital Loulé-Jorbi   | LHL      | Continental             |
| Roompot Oranje Peloton           | ROP      | Profesional Continental |

## Clasificación final
La clasificación final de la carrera fue:
| \| Posición \| Ciclista \| Equipo \| Tiempo \| \| -------- \| ------------------ \| -------------------------- \| -------------- \| \| 1.º \| Philippe Gilbert \| BMC Racing \| 5 h 2 min 19 s \| \| 2.º \| Alejandro Valverde \| Movistar \| m.t. \| \| 3.º \| Ilnur Zakarin \| Katusha \| m.t. \| \| 4.º \| Luis León Sánchez \| Astana \| m.t. \| \| 5.º \| Ben Hermans \| BMC Racing \| a 4 s \| \| 6.º \| Tanel Kangert \| Astana \| a 15 s \| \| 7.º \| Tejay van Garderen \| BMC Racing \| a 18 s \| \| 8.º \| Dario Cataldo \| Astana \| a 1 min 5 s \| \| 9.º \| Daniel Navarro \| Cofidis, Solutions Crédits \| a 1 min 6 s \| \| 10.º \| Víctor de la Parte \| CCC Sprandi Polkowice \| a 1 min 9 s \| |                    |                            |                |
| Posición | Ciclista           | Equipo                     | Tiempo         |
| 1.º | Philippe Gilbert   | BMC Racing                 | 5 h 2 min 19 s |
| 2.º | Alejandro Valverde | Movistar                   | m.t.           |
| 3.º | Ilnur Zakarin      | Katusha                    | m.t.           |
| 4.º | Luis León Sánchez  | Astana                     | m.t.           |
| 5.º | Ben Hermans        | BMC Racing                 | a 4 s          |
| 6.º | Tanel Kangert      | Astana                     | a 15 s         |
| 7.º | Tejay van Garderen | BMC Racing                 | a 18 s         |
| 8.º | Dario Cataldo      | Astana                     | a 1 min 5 s    |
| 9.º | Daniel Navarro     | Cofidis, Solutions Crédits | a 1 min 6 s    |
| 10.º | Víctor de la Parte | CCC Sprandi Polkowice      | a 1 min 9 s    |